# Steve Smith
Steven Delano "Steve" Smith (Highland Park, Míchigan, 31 de marzo de 1969) es un exjugador de baloncesto que disputó 14 temporadas en la NBA. Con 2,01 metros de altura jugaba en la posición de escolta. Fue campeón de la NBA con los San Antonio Spurs en la temporada 2002-03.

## Carrera

### Universidad
Smith disputó cuatro temporadas en los Spartans de la Universidad Estatal de Míchigan, convirtiéndose con 2263 puntos en el máximo anotador de la historia de la universidad. Además, finalizó cuarto en asistencias con 453 y quinto en rebotes con 704. En su carrera en la NCAA promedió 18,5 puntos, 6,1 rebotes y 3,7 asistencias en 122 partidos. Fue nombrado en el primer quinteto del All-American en sus años sénior y júnior, y aportó 20,2 puntos, 7 rebotes y 4,8 asistencias en su temporada júnior y 25,1 puntos, 6,1 rebotes y 3,6 asistencias en la sénior.

### NBA

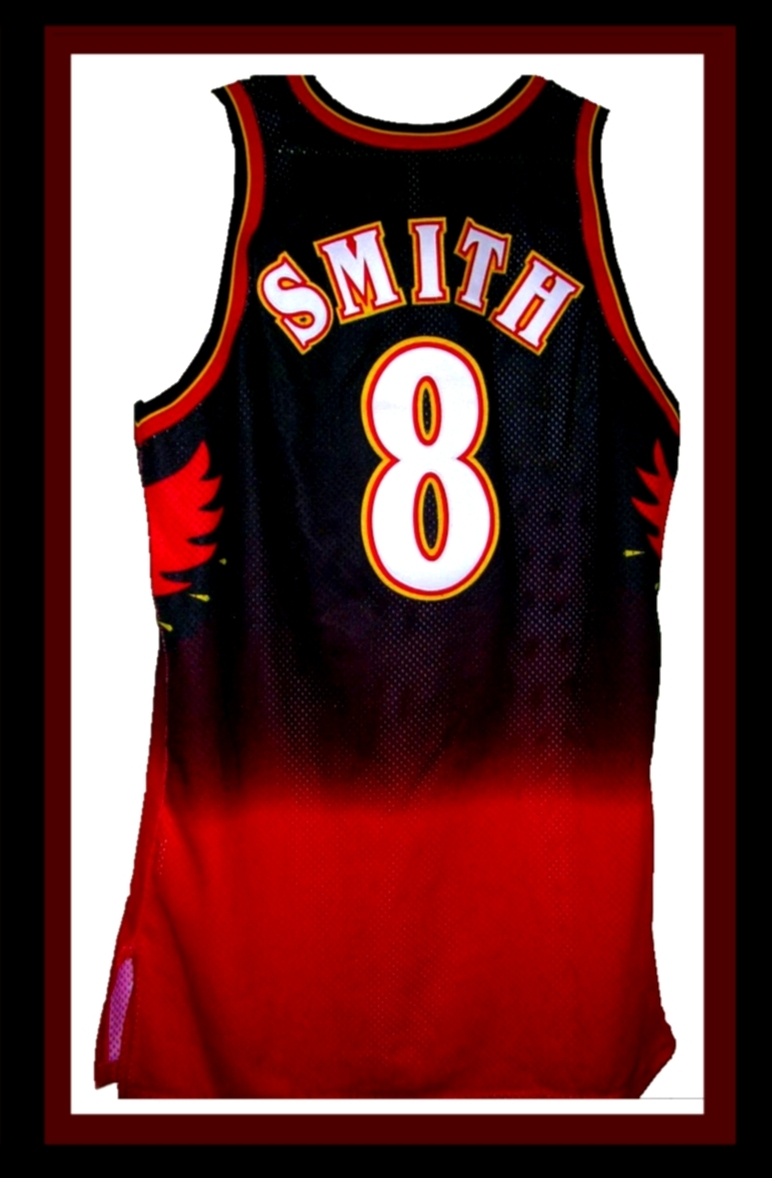
Camiseta de Steve Smith con los Hawks.

Fue seleccionado en la quinta posición del Draft de 1991 por Miami Heat. En su primera temporada en la liga promedió 12 puntos, 3.1 rebotes y 4.6 asistencias en 61 encuentros, 59 como titular, además de ser elegido en el mejor quinteto de rookies. En su segunda campaña en los Heat lideró al equipo en asistencias con 5.6 por partido junto con 16 puntos y 4.1 rebotes en 48 partidos. Tras tres años en los Heat fue traspasado a Atlanta Hawks en el segundo partido de la temporada. En los Hawks alcanzó su máximo nivel, jugando el All-Star Game en 1998 y promediando en esa campaña 20.1 puntos, 4.2 rebotes y 4 asistencias por noche. Después de disputar un nuevo curso con los Hawks, Smith fue enviado a Portland Trail Blazers a cambio de Jim Jackson y Isaiah Rider.
Tan solo disputó dos temporadas en los Blazers, firmando en la primera 14.9 puntos, 3.8 rebotes y 2.5 asistencias por partido. Tras una floja estancia en Portland, fue traspasado a San Antonio Spurs a cambio de Derek Anderson en 2001. En los Spurs ganó el anillo de 2003 y firmó como agente libre con New Orleans Hornets para jugar la temporada 2003-04. Con su carrera llegando a su fin, vistió la camiseta de Charlotte Bobcats y de Miami Heat (llegando el 24 de febrero de 2005 por Malik Allen) en la campaña 2004-05 antes de poner punto final a su carrera profesional.
Debido a su generosidad y juego limpio, Smith recibió a lo largo de su carrera los premios al jugador más deportivo en 2002 y al mejor ciudadano en 1998. Dejó la NBA promediando 14.3 puntos, 3.2 rebotes y 3.1 asistencias en los 942 partidos que disputó, 717 de ellos como titular. En 2002 participó en el concurso de mates del All-Star Weekend. Además, en 2000 ganó la medalla de oro con su selección en los Juegos Olímpicos de Sídney.

## Estadísticas de su carrera en la NBA
|  | Líder de la liga                                 |
|  | Denota temporada en la que fue Campeón de la NBA |

### Temporada regular
| Año      | Equipo      | PJ  | PT  | MPP  | %TC  | %3P  | %TL  | RPP | APP | ROB | TPP | PPP  |
| -------- | ----------- | --- | --- | ---- | ---- | ---- | ---- | --- | --- | --- | --- | ---- |
| 1991–92  | Miami       | 61  | 59  | 29.6 | .454 | .320 | .748 | 3.1 | 4.6 | 1.0 | .3  | 12.0 |
| 1992–93  | Miami       | 48  | 43  | 33.5 | .451 | .402 | .787 | 4.1 | 5.6 | 1.0 | .3  | 16.0 |
| 1993–94  | Miami       | 78  | 77  | 35.6 | .456 | .347 | .835 | 4.5 | 5.1 | 1.1 | .4  | 17.3 |
| 1994–95  | Miami       | 2   | 2   | 31.0 | .379 | .167 | .773 | 3.0 | 3.5 | 1.0 | .5  | 20.5 |
| 1994–95  | Atlanta     | 78  | 59  | 33.4 | .427 | .334 | .845 | 3.5 | 3.4 | .8  | .4  | 16.2 |
| 1995–96  | Atlanta     | 80  | 80  | 35.7 | .432 | .331 | .826 | 4.1 | 2.8 | .8  | .2  | 18.1 |
| 1996–97  | Atlanta     | 72  | 72  | 39.1 | .429 | .335 | .847 | 3.3 | 4.2 | .9  | .3  | 20.1 |
| 1997–98  | Atlanta     | 73  | 73  | 39.1 | .444 | .351 | .855 | 4.2 | 4.0 | 1.0 | .4  | 20.1 |
| 1998–99  | Atlanta     | 36  | 36  | 36.5 | .402 | .338 | .849 | 4.2 | 3.3 | 1.0 | .3  | 18.7 |
| 1999–00  | Portland    | 82  | 81  | 32.8 | .467 | .398 | .850 | 3.8 | 2.5 | .9  | .4  | 14.9 |
| 2000–01  | Portland    | 81  | 36  | 31.4 | .456 | .339 | .890 | 3.4 | 2.6 | .6  | .3  | 13.6 |
| 2001–02  | San Antonio | 77  | 76  | 28.7 | .455 | .472 | .878 | 2.5 | 2.0 | .7  | .2  | 11.6 |
| 2002–03  | San Antonio | 53  | 18  | 19.5 | .388 | .331 | .833 | 1.9 | 1.3 | .5  | .2  | 6.8  |
| 2003–04  | New Orleans | 71  | 4   | 13.1 | .406 | .402 | .928 | 1.1 | .8  | .2  | .1  | 5.0  |
| 2004–05  | Charlotte   | 37  | 1   | 17.2 | .427 | .422 | .870 | 1.3 | 1.5 | .3  | .2  | 7.9  |
| 2004–05  | Miami       | 13  | 0   | 8.8  | .300 | .200 | .667 | 1.2 | 1.1 | .2  | .0  | 1.8  |
| Total    | Total       | 942 | 717 | 30.6 | .440 | .358 | .845 | 3.2 | 3.1 | .8  | .2  | 14.3 |
| All-Star | All-Star    | 1   | 0   | 16.0 | .500 | .400 | .000 | 3.0 | .0  | .0  | .0  | 14.0 |

### Playoffs
| Año   | Equipo      | PJ | PT | MPP  | %TC  | %3P  | %TL   | RPP | APP | ROB | TPP | PPP  |
| ----- | ----------- | -- | -- | ---- | ---- | ---- | ----- | --- | --- | --- | --- | ---- |
| 1992  | Miami       | 3  | 3  | 33.3 | .529 | .636 | .833  | 2.0 | 5.0 | 1.3 | .3  | 16.0 |
| 1994  | Miami       | 5  | 5  | 38.4 | .413 | .409 | .840  | 6.0 | 2.2 | .8  | .4  | 19.2 |
| 1995  | Atlanta     | 3  | 3  | 36.0 | .395 | .389 | .842  | 2.7 | 2.0 | 2.0 | .3  | 19.0 |
| 1996  | Atlanta     | 10 | 10 | 42.1 | .439 | .410 | .808  | 4.1 | 3.2 | 1.3 | 1.3 | 21.7 |
| 1997  | Atlanta     | 10 | 10 | 42.1 | .396 | .327 | .824  | 3.9 | 1.7 | .4  | .1  | 18.9 |
| 1998  | Atlanta     | 4  | 4  | 40.0 | .574 | .500 | .688  | 2.8 | 2.3 | .5  | .8  | 24.8 |
| 1999  | Atlanta     | 9  | 9  | 39.6 | .353 | .273 | .907  | 3.4 | 3.3 | 1.6 | .2  | 17.3 |
| 2000  | Portland    | 16 | 16 | 37.8 | .486 | .547 | .885  | 2.5 | 2.8 | 1.2 | .3  | 17.1 |
| 2001  | Portland    | 3  | 3  | 40.7 | .471 | .364 | .938  | 4.3 | 2.3 | .7  | .3  | 17.0 |
| 2002  | San Antonio | 10 | 10 | 29.8 | .368 | .263 | .967  | 3.4 | 1.7 | .8  | .1  | 10.3 |
| 2003  | San Antonio | 9  | 0  | 7.3  | .208 | .167 | 1.000 | .8  | .7  | .1  | .0  | 1.8  |
| 2004  | New Orleans | 5  | 0  | 9.2  | .462 | .545 | .667  | 1.6 | .2  | .0  | .0  | 6.4  |
| 2005  | Miami       | 3  | 0  | 2.7  | .000 | -    | -     | .0  | .0  | .0  | .0  | .0   |
| Total | Total       | 90 | 73 | 32.2 | .426 | .394 | .858  | 3.0 | 2.2 | .9  | .3  | 14.9 |